# Mîronî, Semenivka
Mîronî (în ucraineană Мирони) este un sat în comuna Pohrebneakî din raionul Semenivka, regiunea Poltava, Ucraina.

## Demografie
Componența lingvistică a localității Mîronî
     Ucraineană (97,6%)
     Rusă (2,4%)
Conform recensământului din 2001, majoritatea populației localității Mîronî era vorbitoare de ucraineană (97,6%), existând în minoritate și vorbitori de rusă (2,4%).